# 学校法人八文字学園
学校法人八文字学園（がっこうほうじんやつもんじがくえん）とは、茨城県水戸市で専門学校を運営している学校法人。５つの専門学校を有する、茨城県屈指の名門校。様々な分野に展開し、相互に連携がとれている。個性的な先生が多く、ユニークな授業が好評。国道６号沿いに南北に広大な敷地を有する。青いスクールバスが有名でドライバーも面白い先生が多い。

## 概要
八文字学園は「水戸経理専門学校」「水戸電子専門学校」「水戸自動車大学校」「水戸ビューティカレッジ」「水戸看護専門学校」の5つの専門学校、合わせて17学科を擁する総合学園。

## 沿革
- 1956年（昭和31年）	茨城県知事の認可を受ける
- 1960年（昭和35年）	第一次校舎建設を完了　校名を『水戸高等経理学校』に変更
- 1968年（昭和43年）	労働省より訓練学生委託の指定を受ける
- 1975年（昭和50年）	専門学校法制定に伴い、茨城県知事より専修学校の認可を受ける
  - 校名を『専門学校水戸高等経理学校』に変更
- 1979年（昭和54年）	本町校舎設置
- 1982年（昭和57年）	『学校法人八文字学園』法人認可、学校本館（1号館）完成
  - 校名を『水戸経理専門学校』に変更
- 1983年（昭和58年）	『水戸経理専門学校』に、コンピュータコースを設置
- 1984年（昭和59年）	労働省無料職業紹介所の認可を受ける
- 1986年（昭和61年）	『コンピュータコース』分離独立、『水戸電子専門学校』を開校
  - 水戸電子専門学校本館（2号館）完成
  - 学校設立30周年記念式典挙行
- 1987年（昭和62年）	通産省指定・情報化人材育成機関委嘱校となる
- 1988年（昭和63年）	文部省指定・職業教育開発研究指定校となる
- 1991年（平成3年）	講義棟（5号館）完成
- 1993年（平成5年）	大学棟（3号館）完成
- 1996年（平成8年）	医療棟（6号館）完成
- 1998年（平成10年）	自動車実習棟（7号館）完成 運輸省指定
  - 自動車整備認証工場認可
- 1999年（平成11年）	2級自動車整備士第一種養成指定校認可 
  - 水戸電子専門学校に『自動車整備学科』を増設
- 2000年（平成12年）	自動車実習棟（8号館）完成
- 2001年（平成13年）	『自動車整備学科』分離独立、校名『水戸自動車整備専門学校』を開校
- 2002年（平成14年）	『水戸自動車整備専門学校』に『車体整備学科』を増設
  - 水戸ビューティカレッジ本館（9号館）完成
- 2003年（平成15年）	『水戸自動車整備専門学校』に『1級自動車整備学科（大型・小型）』を増設
  - 厚生労働省指定・美容師養成施設 『専門学校水戸ビューティカレッジ』を開校
- 2004年（平成16年）	『水戸ビューティカレッジ』に『総合ビューティ学科』増設
  - 学生用駐車場設置（300台収容）
- 2006年（平成18年）	『水戸電子専門学校』は水戸市が申請した『元気都市水戸IT人材育成特区』の認定校となる
- 2007年（平成19年）	『水戸自動車整備専門学校』から、校名を『水戸自動車大学校』に変更
  - 水戸総合福祉本館（10号館）完成
- 2008年（平成20年）	厚生労働省指定・介護福祉士養成施設「水戸総合福祉専門学校」を開校
- 2013年（平成25年）	水戸駅南口よりスクールバス運行開始
  - 学生用駐車場増設
- 2014年（平成26年）	厚生労働省指定・看護師養成施設『看護学科』設立
  - 校名を『水戸看護福祉専門学校』に変更
  - 水戸経理専門学校・水戸電子専門学校・水戸自動車大学校・ 水戸ビューティカレッジ・水戸看護福祉専門学校が文部科学省による「職業実践専門課程」に認定
  - スクールバスターミナル、及び学生用駐車場増設（350台収容）

## 設置校
- 水戸経理専門学校
- 水戸電子専門学校
- 水戸自動車大学校
- 水戸ビューティカレッジ
- 水戸看護専門学校